# 삼양초등학교 (충북)
삼양초등학교는 대한민국 충청북도 옥천군에 있는 공립 초등학교이다.

## 학교 연혁
- 1946년 4월 1일: 삼양국민학교 개교.
- 1996년 3월 1일: 삼양초등학교로 개칭.

## 참고 자료
- 삼양초등학교 - 한국교육학술정보원 학교알리미